# Ruta Provincial 12 (Santa Cruz)
La Ruta Provincial 12 (ex Ruta Provincial 501) es una carretera de Argentina que se comienza en el departamento Deseado al noreste de la provincia de Santa Cruz. Su recorrido total es de 404 kilómetros, teniendo como extremos la Ruta Nacional 3 y la Ruta Provincial 25. 
Sobre esta vía está programada la construcción de la Autovía Caleta Olivia - Pico Truncado desde el kilómetro 2 al 53, con acceso a la comuna de Cañadón Seco, el total de automóviles y transporte pesado asciende a 5100 hasta Cañadón Seco y 4600 en promedio hasta Pico Truncado, dando como resultado la ruta provincial con más tránsito diario de Santa Cruz.

## Localidades
Los pueblos y ciudades por los que pasa este ruta de norte a sur son:

### Provincia de Santa Cruz
Recorrido: 396 km (km 0 a 396).
- Departamento Deseado: Caleta Olivia (km 0-6), Cañadón Seco (km 13-17), Pico Truncado (km 53-55) y Gobernador Moyano (km 183).
- Departamento Magallanes: no hay localidades.
- Departamento Río Chico: no hay localidades.

## Galería

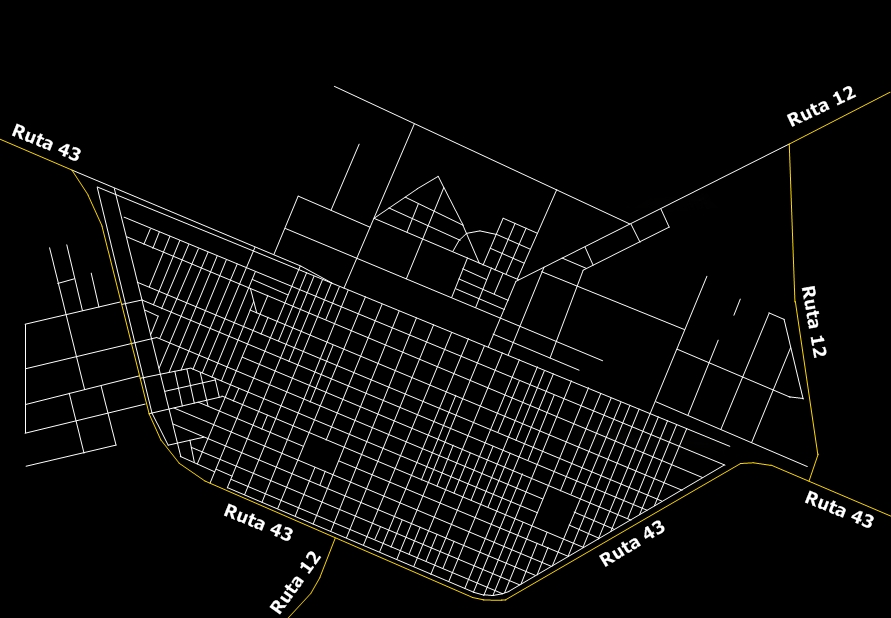
La ruta 12 en su paso por Pico Truncado, se produce un cruce con la ruta 43.
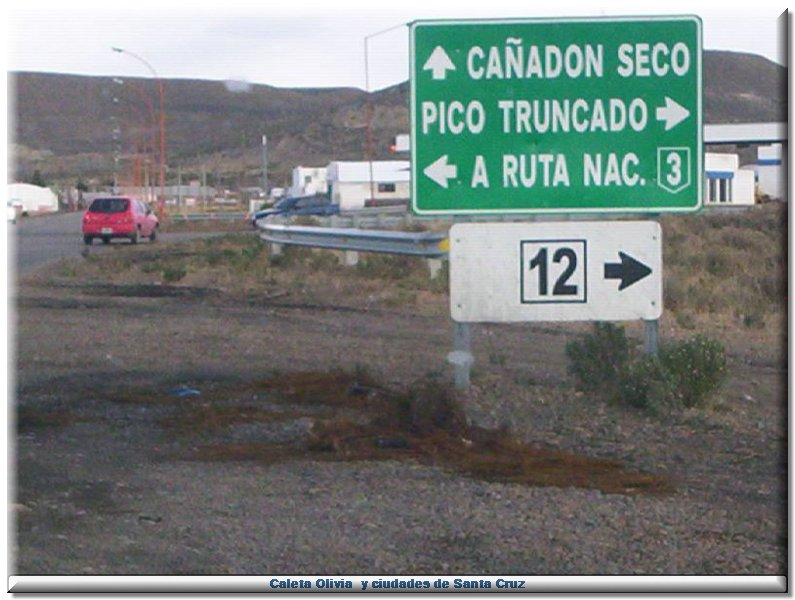
Acceso a Cañadón Seco.
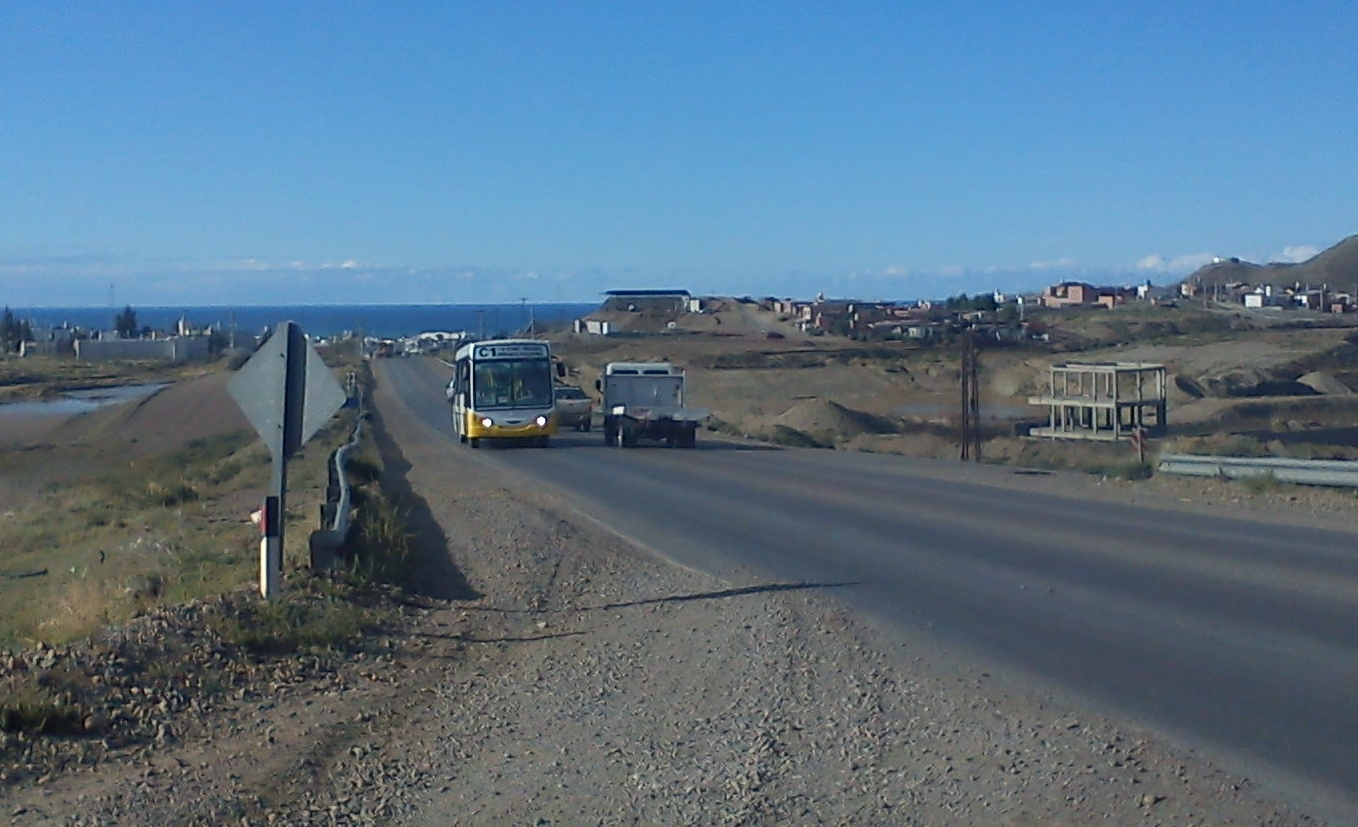
Tramo sobre el Bo. 17 de Octubre.
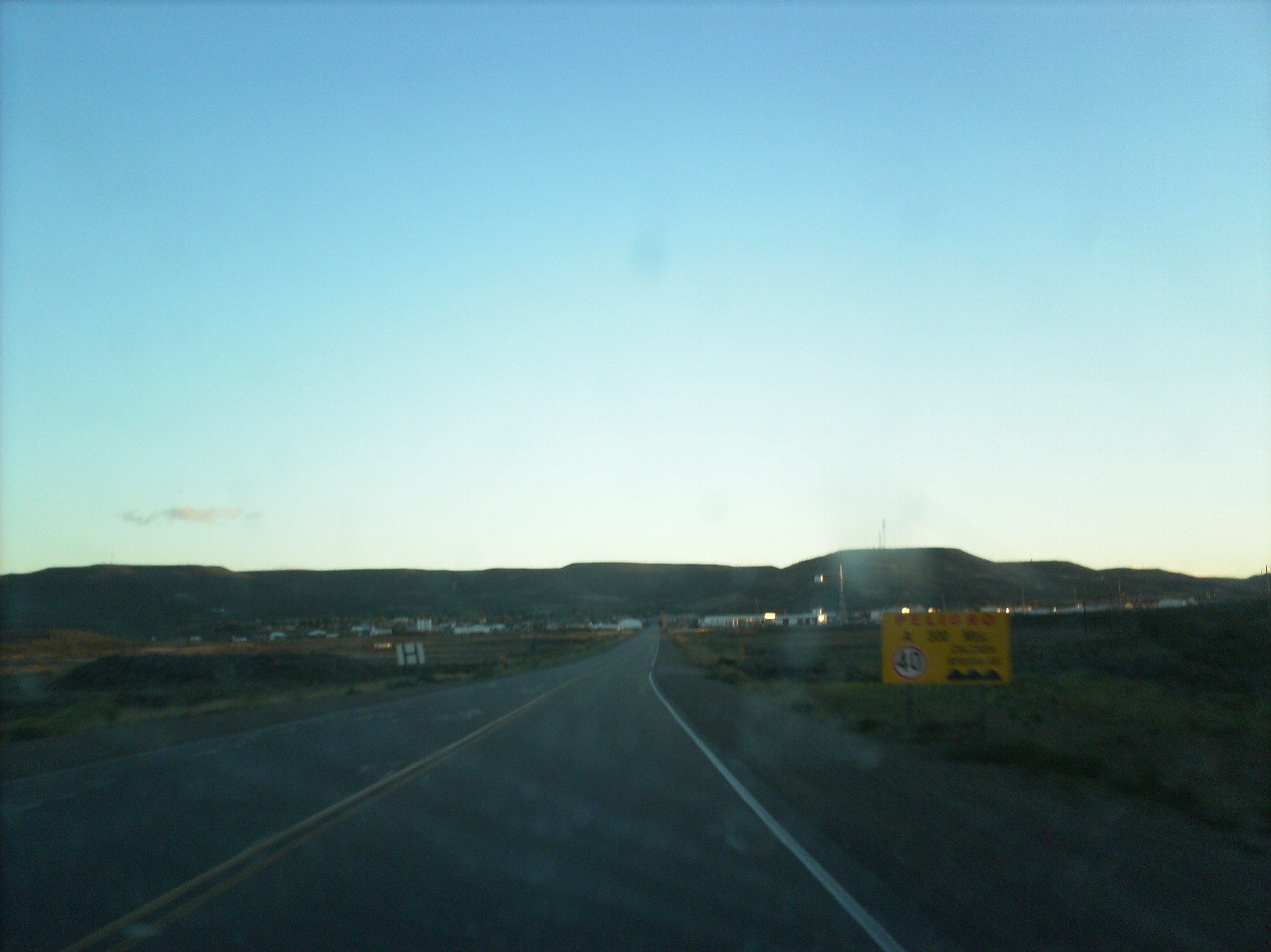
Entrada a Cañadón Seco.
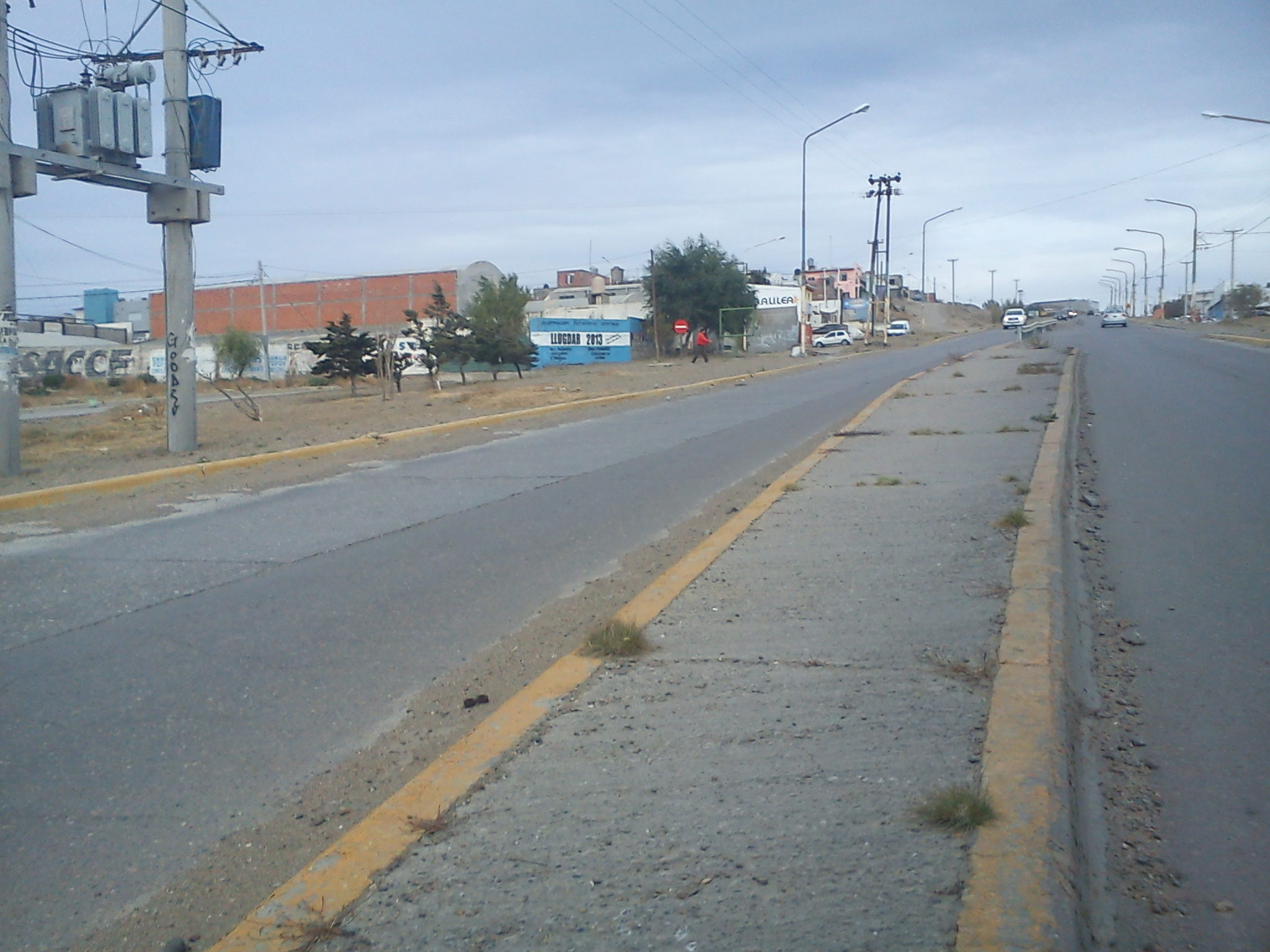
Trayecto en Caleta denominado Avda. Bartolomé Mitre.